# AGF sæson 2011-12
Sæsonen 2011-12 er den første sæson AGF i Superligaen efter nedrykningen i sæsonen 2009-10 og den 19. sæson i Superligaen. På transferområdet lykkedes det klubben at forstærke truppen med den tidligere danske landsholdspiller Søren Larsen fra den franske klub Toulouse. AGF tabte overraskende til 1. divisions holdet Vejle-Kolding i pokalturneringen.

## Trup
| Nr. | Navn                 | Land     | Position | Superliga | Superliga | Pokal | Pokal | Total | Total |
| Nr. | Navn                 | Land     | Position | Kampe     | Mål       | Kampe | Mål   | Kampe | Mål   |
| --- | -------------------- | -------- | -------- | --------- | --------- | ----- | ----- | ----- | ----- |
| 33  | Steffen Rasmussen    | Danmark  | MM       | 16        |           | 2     |       | 18    | 0     |
| 33  | Anders Rasmussen     | Danmark  | MM       |           |           |       |       | 0     | 0     |
| 33  | Emil Ousager         | Danmark  | MM       | 2         |           | 1     |       | 3     | 0     |
| 33  | Mark Howard          | England  | Forsvar  | 3         |           |       |       | 3     | 0     |
| 33  | Adam Eckersley       | England  | Forsvar  | 18        | 1         | 3     |       | 21    | 1     |
| 33  | Jerry Lucena         | Danmark  | Forsvar  | 16        |           | 3     |       | 19    | 0     |
| 33  | Anders Kure          | Danmark  | Forsvar  | 12        |           | 2     |       | 14    | 0     |
| 33  | Mikkel Kirkeskov     | Danmark  | Forsvar  | 8         |           | 3     |       | 11    | 0     |
| 33  | Arthur Sorin         | Frankrig | Forsvar  | 15        |           | 3     |       | 18    | 0     |
| 33  | Atle Roar Håland     | Norge    | Forsvar  | 16        |           |       |       | 16    | 0     |
| 33  | Anders Nielsen       | Danmark  | Forsvar  | 1         |           | 1     |       | 2     | 0     |
| 33  | Jens Jønsson         | Danmark  | Forsvar  | 1         |           | 1     |       | 2     | 0     |
| 33  | Stephan Petersen     | Danmark  | Midtbane | 14        | 1         | 2     |       | 16    | 1     |
| 33  | Hjalte Bo Nørregaard | Danmark  | Midtbane | 6         |           |       |       | 6     | 0     |
| 9   | Søren Berg           | Danmark  | midtbane | 18        | 6         | 3     |       | 21    | 6     |
| 33  | Martin Jørgensen     | Danmark  | midtbane | 17        |           | 1     |       | 18    | 2     |
| 33  | Kasper Povlsen       | Danmark  | midtbane | 12        |           | 2     |       | 14    | 0     |
| 33  | Emil Scheel          | Danmark  | midtbane | 1         |           | 1     |       | 2     | 0     |
| 33  | Casper Sloth         | Danmark  | midtbane | 14        |           | 3     |       | 17    | 0     |
| 33  | Davit Skhirtladze    | Georgien | midtbane | 5         |           | 2     |       | 7     | 0     |
| 33  | Giorgi Diasamidze    | Danmark  | midtbane |           |           |       |       | 0     | 0     |
| 33  | Peter Graulund       | Danmark  | Angriber | 12        | 6         | 3     | 1     | 15    | 7     |
| 33  | David Devdariani     | Georgien | Angriber | 4         |           | 1     |       | 5     | 0     |
| 33  | Sanel Kapidzic       | Danmark  | Angriber | 3         |           |       |       | 3     | 0     |
| 33  | Aron Johannsson      | Island   | Angriber | 18        | 1         | 2     | 1     | 20    | 2     |
| 33  | Søren Larsen         | Danmark  | Angriber | 18        | 6         | 3     | 5     | 21    | 11    |

Opdateret d. 11. december 2011.

## Kampe

### Superligaen – efteråret 2011
| 18. juli 19.00 |

| AGF | 2 - 1 | Lyngby Boldklub |
| --- | ----- | --------------- |
|     |       |                 |

| NRGI Park |

| 24. juli 16.00 |

| Aab | 2 - 1 | AGF |
| --- | ----- | --- |
|     |       |     |

| Ålborg Stadion |

| 30. juli 17.00 |

| AGF | 2 - 2 | OB |
| --- | ----- | -- |
|     |       |    |

| NRGI Park |

| 6. august 17.00 |

| SønderjyskE | 3 - 1 | AGF |
| ----------- | ----- | --- |
|             |       |     |

|  |

| 15. august 19.00 |

| Silkeborg IF | 1 - 1 | AGF |
| ------------ | ----- | --- |
|              |       |     |

|  |

| 21. august 18.00 |

| AGF | 0 - 0 | Brøndby IF |
| --- | ----- | ---------- |
|     |       |            |

| NRGI Park |

| 28. august 19.00 |

| AC Horsens | 0 - 3 | AGF |
| ---------- | ----- | --- |
|            |       |     |

|  |

| 12. september 19.00 |

| AGF | 4 - 2 | FC Midtjylland |
| --- | ----- | -------------- |
|     |       |                |

| NRGI Park |

| 17. september 17.00 |

| HB Køge | 0 - 2 | AGF |
| ------- | ----- | --- |
|         |       |     |

|  |

| 24. september 17.30 |

| AGF | 1 - 0 | FC Nordsjælland |
| --- | ----- | --------------- |
|     |       |                 |

| NRGI Park |

| 2. oktober 18.00 |

| FC København | 1 - 1 | AGF              |
| ------------ | ----- | ---------------- |
| Dame N'Doye  |       | Martin Jørgensen |

| Parken Tilskuere: 25.651 Dommer: Michael Svendsen |

| 16. oktober 16.00 |

| AGF | 0 - 0 | OB |
| --- | ----- | -- |
|     |       |    |

| NRGI Park |

| 22. oktober 17.00 |

| Lyngby Boldklub | 1 - 1 | AGF |
| --------------- | ----- | --- |
|                 |       |     |

|  |

| 30. oktober 14.00 |

| AGF | 2 - 0 | HB Køge |
| --- | ----- | ------- |
|     |       |         |

| NRGI Park |

| 7. november 14.00 |

| SønderjyskE | 1 - 1 | AGF |
| ----------- | ----- | --- |
|             |       |     |

|  |

| 21. november 19.00 |

| AGF | 0 - 2 | Silkeborg IF |
| --- | ----- | ------------ |
|     |       |              |

| NRGI Park |

| 27. november 18.00 |

| AaB | 0 - 2 | AGF |
| --- | ----- | --- |
|     |       |     |

|  |

| 4. december 2011 18.00 |

| FC København | 0 - 0 | AGF |
| ------------ | ----- | --- |
|              |       |     |

| Parken |

### Pokalturneringen
| 1. september 2011 17.00 |

| Blokhus FC | 2 - 5 | AGF |
| ---------- | ----- | --- |
|            |       |     |

| Tilskuere: 905 Dommer: Henrik Nystrup Kragh |

| 20. september 2011 19.00 |

| Hvidovre | 10 - 11(2 - 2) | AGF |
| -------- | -------------- | --- |
|          |                |     |

|  |

| 26. oktober 2011 19.30 |

| Vejle-Kolding | 1 - 0(fs) | AGF |
| ------------- | --------- | --- |
|               | Rapport   |     |

| Tilskuere: 4079 Dommer: Michael Tykgaard |